# Питои (Тренто)
Питои је насеље у Италији у округу Тренто, региону Трентино-Јужни Тирол.
Према процени из 2011. у насељу је живело 18 становника. Насеље се налази на надморској висини од 1310 м.